# Partit de la Dreta
Partit de la Dreta (luxemburguès Rietspartei, francès Parti de la Droite, alemany Rechtspartei) fou un partit polític luxemburguès que va existir entre 1914 i 1944. Fou el precedent del Partit Popular Social Cristià (CSV).
Fou creat el 1914 com a partit conservador com a reacció a la formació d'aliances ideològiques a la Cambra de Diputats de Luxemburg. Amb aquest sentit el 1902 s'havia format el Partit Socialista i el 1904 la Lliga Liberal de Luxemburg (Bloc d'Esquerra). El Partit de la Dreta es beneficià del trencament de l'aliança entre socialistes i liberals a la mort de Paul Eyschen el 1915, i aviat esdevingué el partit dominant, reforçat per la introducció del sufragi universal el 1918. El cap del partit fou també primer ministre de Luxemburg des del final de la Primera Guerra Mundial fins al començament de la Segona, llevat un període curt de 14 mesos després de les eleccions legislatives luxemburgueses de 1925, quan fou nomenat l'independent Pierre Prüm.
Els líders del partit i també primers ministres foren Émile Reuter (1918-1925), Joseph Bech (1926-1937), i Pierre Dupong (1937-1944), que després fou un dels caps i primer ministre amb el Partit Popular Social Cristià.